# Abdul Halim của Kedah
Tuanku Abdul Halim Mu'adzam Shah ibni Sultan Badlishah (28 tháng 11 năm 1927 – 11 tháng 9 năm 2017) là một vị vua đời thứ 14 củaMalaysia và Sultan thứ 27 và hiện tại của Kedah. Trước đó ông từng phục vụ như là vua thứ năm giai đoạn từ 1970 đến 1975. Ông là người đầu tiên giữ vị trí này hai lần, cũng như người lớn tuổi nhất được bầu vào chức vụ.

## Tiểu sử

### Thời trẻ
Ông sinh ra tại Istana Anak Bukit gần Alor Star là Tunku Abdul Halim, ông là người thứ hai, nhưng là người con trai còn sống sót cả của Sultan Badlishah (sinh 1894, trị vì 1943 – 1958), người sau này trở thành Quốc vương 27 của Kedah. Mẹ ông là Tunku Sofiah binti Tunku Mahmud (sinh 1910), người đã chết trong một tai nạn ô tô ngày 28 tháng 2, 1935. Ông ngoại của Tunku Abdul Halim, Tunku Mahmud, một lần Raja Muda hoặc người thừa kế ngai vàng của Kedah. Ông học tại các trường phổ thông Alor Merah và Titi Gajah Malay trường học và Cao đẳng Sultan Abdul Hamid ở Alor Star từ năm 1946 và 1948. Ông đã học tại Học viện Wadham, Oxford và nhận bằng khoa học xã hội và hành chính công. Sau đó, ông tham gia Cục Hành chính Kedah, phục vụ trong văn phòng huyện Alor Star và sau đó là Kho bạc Nhà nước.
Vào ngày 6 tháng 8 năm 1949 ông được bổ nhiệm Raja Muda hoặc người thừa kế rõ ràng và kế vị làm 28 Sultan của Kedah khi cha của ông băng hà vào ngày 15 tháng 7 năm 1958. Ông đã lên ngôi tại các Besar Balai Alor Star vào ngày 20 tháng 2 năm 1959.

### Lần bầu cử thứ nhất làm phó vương
Tuanku Abdul Halim (tước vị của ông), làm Phó Yang di-Pertuan Agong từ 21 tháng 9 năm 1965 đến ngày 20 tháng 9 năm 1970.

### Bầu cử làm vua
Tuanku Abdul Halim được bầu làm Agong thứ năm Yang di-Pertuan của Malaysia và phục vụ nhiệm kỳ của ông trong văn phòng từ ngày 21 tháng 9 năm 1970 đến 20 tháng 9 năm 1975.
Ông là quốc vương thứ ba trẻ nhất lên ngôi của Yang di-Pertuan Agong sau khi Tuanku Syed Putra Perlis và Tuanku Mizan Zainal Abidin của Terengganu.
Trong thời kỳ trị vì của mình, Tuanku Abdul Halim chủ trì việc chuyển giao quyền lực đầu tiên của chính phủ dân sự khi người chú của mình, Thủ tướng Tunku Abdul Rahman đã từ chức chuyển giao quyền lực cho Phó Tun Abdul Razak. Tunku Abdul Rahman cho rằng ông không nên phục vụ dưới một cháu trai, vì nghi thức hoàng gia Malay nghiêm ngặt, nhưng đồng ý ở lại làm thủ tướng trong một ngày của triều đại Tuanku Abdul Halim.

### Cuộc bầu cử thứ hai làm phó vương
Ngày 2 tháng 11 năm 2006, Tuanku Abdul Halim lần thứ hai được bầu làm Phó Yang di-Pertuan Agong để phục vụ một nhiệm kỳ năm năm bắt đầu từ 13 tháng 12 năm 2011. Ông là người thứ ba được bầu hai lần vào chức vụ này, sau Tuanku Jaafar của Negeri Sembilan và Sultan Mizan Zainal Abidin của Terengganu.

### Cuộc bầu cử thứ hai làm vua
Tháng 10 năm 2011, Abdul Halim đã được bầu để phục vụ một nhiệm kỳ thứ hai là di-Pertuan Yang Agong được bắt đầu từ ngày 13 tháng 12 năm 2011. Ông là người đầu tiên giữ vị trí hai lần. Ông cũng là người Mã Lai nhiều tuổi nhất được trao vương miện Yang di-Pertuan Agong tại độ tuổi 84 năm 15 ngày, kể từ ngày, đánh bại người giữ kỷ lục trước đó, Sultan Salahuddin Abdul Aziz của Selangor, người đã đăng quang tại 73 tuổi 49 ngày.
Một Hội đồng Quân vương bao gồm anh em Tunku Annuar, Tunku Sallehuddin, Tunku Abdul Hamid Thani, và con gái Tunku Puteri Intan Safinaz nhiệm vụ của mình như Sultan của Kedah trong khi ông phục vụ nhiệm kỳ của ông làm vua.